# Lancelot de Gottignies
Pour les articles homonymes, voir Gottignies.
 (novembre 2009).
Si vous disposez d'ouvrages ou d'articles de référence ou si vous connaissez des sites web de qualité traitant du thème abordé ici, merci de compléter l'article en donnant les références utiles à sa vérifiabilité et en les liant à la section « Notes et références ».
Lancelot de Gottignies (ou Ladislas), né à Bruxelles en 1618 et mort dans la même ville le 25 août 1673, fils d'Augustin de Gottignies, chevalier, et de Marguerite Verreycken, fut chanoine de Saint-Servais à Maastricht, puis de Sainte-Gudule à Bruxelles, et enfin, évêque de Ruremonde (ville actuellement située aux Pays-Bas)
Consacré évêque le 16 octobre 1672 par Alphonse de Berghes, archevêque de Malines, il meurt une dizaine de mois plus tard. Il n'avait que 57 ans.